# Ceratizit-WNT Pro Cycling
O Ceratizit-WNT Pro Cycling (Código UCI: WNT) é uma equipa de ciclismo feminino da Alemanha de categoria UCI Women's Continental Team, segunda categoria feminina do ciclismo de estrada a nível mundial.

## História
Em novembro de 2019, a equipa anunciou que Ceratizit Group se convertia em patrocinador e que a partir de 2020 passaria a se chamar Ceratizit-WNT Pro Cycling.

## Material ciclista
A equipa utiliza bicicletas Orbea e componentes de Full Speed Ahead.

## Classificações UCI
As classificações da equipa e do seu ciclista mais destacado são as seguintes:
| Temporada | Classificação por equipas | Melhor corredor | Posição |
| 2017      | 27.º                      | Lydia Boylan    | 238.º   |
| 2018      |                           |                 |         |

## Palmarés
Para anos anteriores veja-se: Palmarés da Ceratizit-WNT Pro Cycling.

### Palmarés de 2021

#### UCI WorldTour Feminino
| Datas | Corridas | Ganhadora |

#### Calendário UCI Feminino
| Datas | Corridas | Ganhadora |

#### Campeonatos nacionais
| Datas       | Corridas                                    | Ganhadora      |
| 19 de junho | Campeonato da Alemanha Contrarrelógio (CRI) | Lisa Brennauer |
| 20 de junho | Campeonato da Alemanha em Estrada           | Lisa Brennauer |

## Elencos
Para anos anteriores, veja-se Elencos da Ceratizit-WNT Pro Cycling

### Elenco de 2021
| Integrantes da equipe 2021               | Integrantes da equipe 2021 | Integrantes da equipe 2021     | Integrantes da equipe 2021 |
| Ciclista                                 | Data de nascimento         | Equipe anterior                |                            |
| ---------------------------------------- | -------------------------- | ------------------------------ | -------------------------- |
| Laura Asencio                            | 14 maio 1998               | DN Auvergne-Rhône Alpes (2018) |                            |
| Elizabeth Banks                          | 7 novembro 1990            | Paule Ka (2020)                |                            |
| Franziska Brauße                         | 20 novembro 1998           |                                |                            |
| Lisa Brennauer                           | 8 junho 1988               | Wiggle High5 (2018)            |                            |
| Maria Giulia Confalonieri                | 30 março 1993              | Valcar Cylance (2019)          |                            |
| Kathrin Hammes                           | 9 janeiro 1989             | Trek-Drops (2018)              |                            |
| Lotta Henttala                           | 28 junho 1989              | Trek-Segafredo (2020)          |                            |
| Marta Lach                               | 26 maio 1997               | CCC-Liv (2020)                 |                            |
| Julie Norman Leth                        | 13 julho 1992              | Bigla (2019)                   |                            |
| Erica Magnaldi                           | 24 agosto 1992             | Bepink (2018)                  |                            |
| Sarah Rijkes                             | 2 abril 1991               | Experza-Footlogix (2018)       |                            |
| Lin Lea Teutenberg                       | 2 julho 1999               |                                |                            |
| Lara Vieceli                             | 16 julho 1993              | Astana Women's Team (2018)     |                            |
| Kirsten Wild                             | 15 outubro 1982            | Wiggle High5 (2018)            |                            |
|                                          |                            |                                |                            |
| Fontes: ProCyclingStats Cycling Archives |                            |                                |                            |